# Tarsaster alaskanus
Tarsaster alaskanus är en sjöstjärneart som beskrevs av Fisher 1928. Tarsaster alaskanus ingår i släktet Tarsaster och familjen Pedicellasteridae. Inga underarter finns listade i Catalogue of Life.